# Segunda Guerra do Norte
A Segunda Guerra do Norte (1655–1661), também conhecida como Guerra Sueco-Polaca, ou Guerra da Sucessão Sueca foi um conflito travado entre a Comunidade Polaco-Lituana, sueco e o Czarado da Rússia pela supremacia no mar Báltico. Na Polónia também foi chamada de "O Dilúvio" (em polaco: Potop Szwedzki). A batalha mais importante foi a batalha de Varsóvia, que durou três dias: de 28 a 30 de julho de 1656.

## Terminologia
Na língua inglesa, historiografia alemã, russa e escandinava, esses conflitos eram tradicionalmente chamados de Primeira Guerra do Norte. O termo "Segunda Guerra do Norte", cunhado na historiografia polonesa (Druga Wojna Północna), tem sido cada vez mais adotado pela historiografia de língua alemã e inglesa. Outro termo ambíguo que se refere à Segunda Guerra do Norte é a Pequena Guerra do Norte, que, no entanto, também pode se referir à guerra de 1741-43. Na Polônia, o termo "O Dilúvio" também é ambíguo, já que às vezes é usado para uma série mais ampla de guerras contra a Suécia, Brandemburgo, Rússia, Transilvânia e os cossacos.

## Antecedentes
Quando a rainha Cristina da Suécia abdicou em 16 de junho de 1654, o rei polaco João II Casimiro fez valer os seus direitos ao trono sueco como bisneto de Gustav Vasa I. Isso levou a um conflito de sucessão com outro pretendente, Carlos Gustavo (1622–1660), primo da ex-rainha, que se aliou a Frederico Guilherme I de Brandemburgo.

## A Guerra
No verão de 1655, Carlos X liderou um exército de 32 000 suecos da Pomerânia à Polónia, tendo conquistado Varsóvia em 8 de setembro. Entretanto, um segundo exército atacou, a partir da Livónia sueca, a Polónia-Lituânia. No inverno de 1656-1657 João Casimiro II, que havia fugido para a Silésia, voltou para a Polónia e ficou à frente da resistência nacional contra os invasores suecos. Na primavera de 1656 Carlos X atacou com 10 000 homens perto de Sandomierz. O rei sueco procurou apoio contra o Ducado da Prússia, mas, assediado pela cavalaria do hetman Czarnieki, conseguiu colocar-se em segurança com apenas 4 000 homens a sobreviverem. Em junho, também se rendeu à guarnição sueca que controlava Varsóvia. Mas, depois de receber reforços de 18 000 homens do aliado Frederico Guilherme, eleitor de Brandemburgo, o rei sueco voltou a atacar no mesmo verão. 
Derrotado em Varsóvia, onde 36 000 polacos-lituanos (20 000 cavaleiros e dragões, incluindo 950 hussardos, 4 000 de infantaria, 2 000 tártaros e 10 000 guerreiros dos nobres, apoiados por 18 peças de artilharia) foram vencidos depois de uma batalha que durou três dias contra um forte exército de 19 000 homens (7 500 cavaleiros e dragões suecos, 3 000 de infantaria, 5 000 de cavalaria e infantaria e 3 500 dragões alemães) e 47 peças de artilharia, João Casimiro II, em 19 setembro de 1657, assinou o Tratado de Wehlau com Brandemburgo-Polónia e renunciou à soberania sobre o Ducado da Prússia, absorvida por Brandemburgo. Mas a guerra não tinha acabado. 
Em 1657, o Príncipe da Transilvânia, Gyorgy Rakoczy, atravessou os Cárpatos e invadiu o sul da Polónia com um exército de 30 000 homens. Rodeado pelos polacos, no entanto, foi forçado a recuar, e pressionado pelos cavaleiros tártaros, voltou para a sua terra com apenas 400 sobreviventes. A frente contra a Suécia foi reforçada com a entrada da Rússia na guerra, após ter assinado a paz com a Polónia, em novembro de 1656, com Riga. O resultado foi desastroso para os atacantes: em agosto de 1657, as forças russas comandadas pelo czar Alexei sofreram um ataque dos suecos, que fizeram uma manobra ousada fora da cidade: os russos perderam 22 000 homens (8 000 mortos e 14 000 feridos e prisioneiros). 
No ano seguinte, a Rússia retirou-se da guerra. A Segunda Guerra do Norte terminou em 3 de maio de 1660 com o Tratado de Oliva. O rei da Polónia renunciou ao seu direito ao trono da Suécia. Esta última manteve a Livónia sueca e a Estónia sueca com os acordos da Paz de Vestfália de 24 de outubro de 1648.
Brandemburgo teve de se retirar da Pomerânia, da Silésia e de Holstein, ocupados pelos suecos, mas finalmente estendeu a sua soberania sobre o Ducado da Prússia. A Suécia, durante a guerra tinha provado ser uma grande potência militar. A França tornou-se o garante do cumprimento dos acordos de paz.